# Parafia Najświętszego Serca Jezusowego w Kirowie
Parafia Najświętszego Serca Jezusowego w Kirowie – rzymskokatolicka parafia znajdująca się w archidiecezji Matki Bożej w Moskwie, w Dekanacie Wschodnim. Posługę duszpasterską w parafii prowadzą księża diecezjalni, a według stanu na kwiecień 2018, jej proboszczem jest ks. Grzegorz Zwoliński. 